# ترينتون ميتشام
ترينتون ميتشام (بالإنجليزية: Trenton Meacham)‏ مواليد 26 سبتمبر 1985 في تشامبيغن، هو لاعب كرة سلة أمريكي. بدأ مسيرته الاحترافية في سنة 2009. يبلغ طوله 6 قدم 2 2⁄3 بوصة (1.9 م). لعب كرة السلة الجامعية في جامعة ديتون.

## المسيرة الاحترافية
لعب مع بي جي غوتنغن في الدوري الألماني في موسم 2010–2011، ثم لعب مع باريس لوفالوا في الدوري الفرنسي في موسم 2011–2012، ثم لعب مع جاي إس إف نانتير من سنة 2012 إلى 2014، ثم لعب مع أولمبيا ميلانو في الدوري الإيطالي في موسم 2014–2015، ثم لعب مع أسفيل باسكت في الدوري الفرنسي من سنة 2015 إلى 2017.

## روابط خارجية
- ترينتون ميتشام على موقع الدوري الأوروبي لكرة السلة (الإنجليزية)
- ترينتون ميتشام على موقع كرة السلة الأوروبية.كوم (الإنجليزية)
- ترينتون ميتشام على موقع كلية كرة السلة في سبورتس رفرنس.كوم (الإنجليزية)
- ترينتون ميتشام على موقع ريلجم (الإنجليزية)
- ترينتون ميتشام على موقع بروبوليرز (الإنجليزية)
- ترينتون ميتشام على موقع سبورتس رفرنس (الإنجليزية)